# Styracura pacifica
Styracura pacifica is een vissensoort uit de familie van de zoetwaterroggen (Potamotrygonidae). De wetenschappelijke naam van de soort is voor het eerst geldig gepubliceerd in 1941 door Beebe & Tee-Van.